# Engelbert Gother
Engelbert Gother, född 1708 i Västerås församling, död 7 mars 1775, var en svensk rådman, talman, borgmästare, riksdagsledamot och politiker.

## Biografi
Engelbert Gother föddes 1708 i Västerås församling. Han var son till rådmannen Engelbert Gother och Elisabeth Dothen. Gother blev andre kurator i justitiekollegiet i Stockholms rådhusrätt 1732 och notarie i justitiekollegiet 1737. Han blev avskedad 1744. Gother blev rådman i Stockholm 1753 och handelsborgmästare 1766. Han var borgarståndets talman 1769–1770 och tillhörde Hattpartiet. Gother avled 1775. Gother var bror till rådmannen Johan Gother i Västerås.
Gother var riksdagsledamot för borgarståndet i Stockholm vid riksdagen 1769–1770.
Gother gifte sig 1743 med Maria Elisabet Bedoire (1726–1783), dotter till Frans Bedoire.